# شاناي
شانيه هي قرية لبنانية من قرى قضاء عاليه في محافظة جبل لبنان.